# Golden Delicious
Pour les articles homonymes, voir Golden.

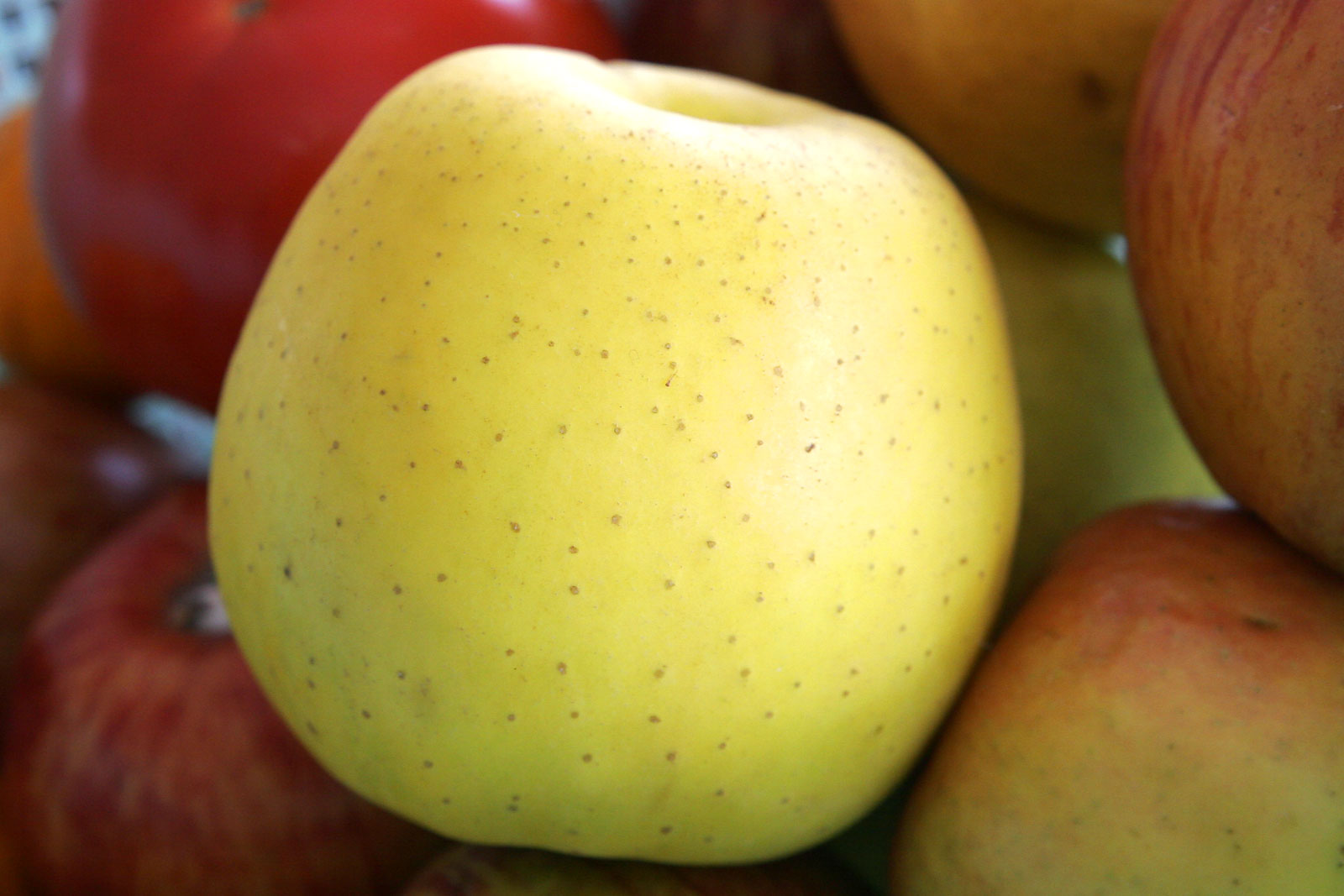
Pomme Golden.

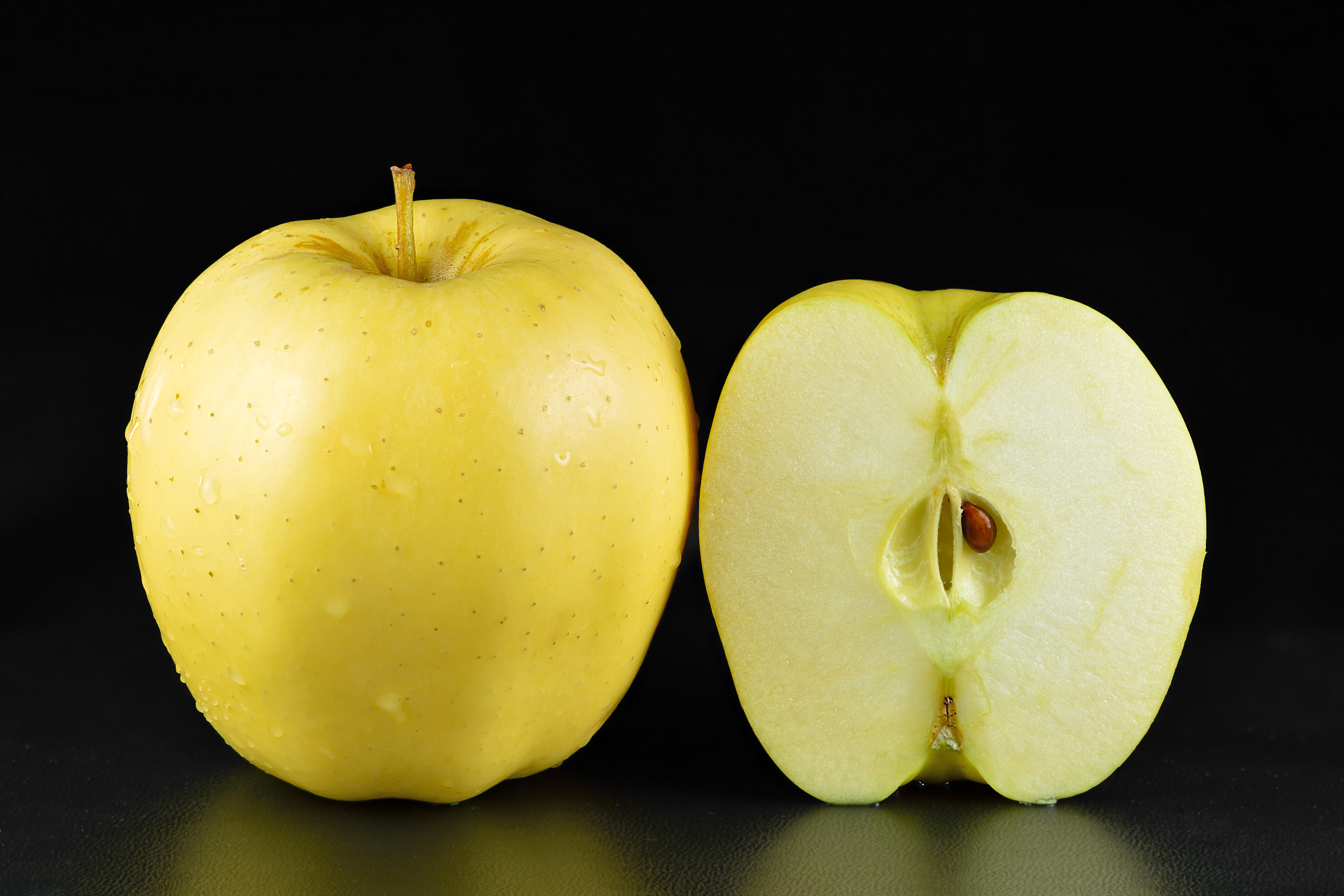
Pommes Golden Delicious

Golden Delicious est le nom d'un cultivar de pommier domestique.
Cette variété a été importée des États-Unis en France par Louis Van Ripper dans les années 50. La Golden est depuis plus d'un siècle une des cinq variétés les plus utilisées par les obtenteurs pour créer de nouvelles variétés. En effet, 64 %, des 439 variétés commerciales étudiées par Noiton et Alspach en 1996 utilisent depuis plus d'un siècle seulement cinq géniteurs (Mc Intosh (101 cultivars), Golden Delicious (87 cultivars), Jonathan (74 cultivars), Red delicious (56 cultivars) ou Cox's Orange Pippin (59 cultivars), respectivement quatre américaines et une anglaise) ou leur descendance.

## Description

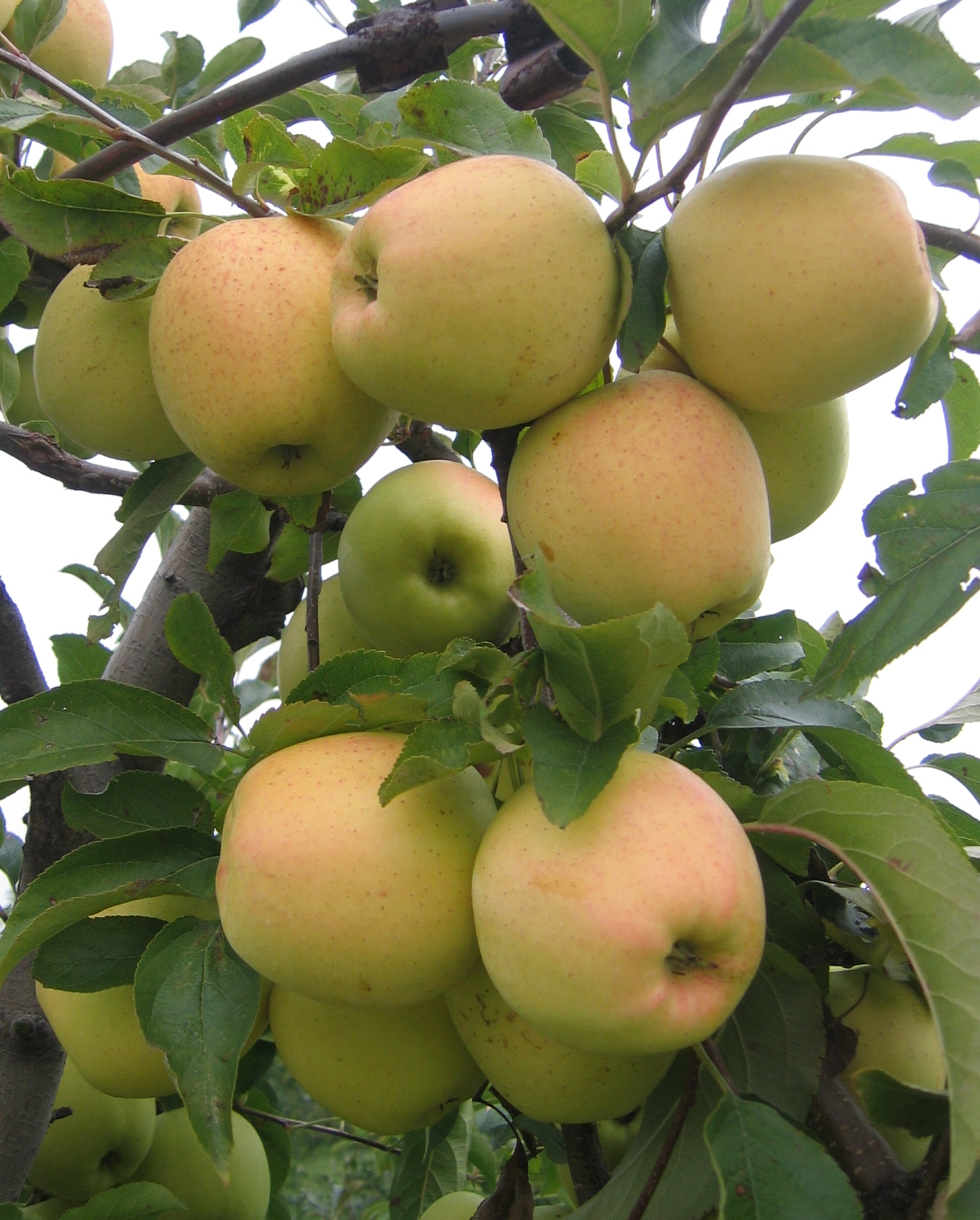
Pommes Golden Delicious, rougies au soleil.

La Golden Delicious est une pomme jaune très populaire dans le monde entier.

## Origine
La Golden Delicious est née d'un croisement fortuit, peut-être un hybride de Grimes Golden et de reinette dorée. L'arbre original se trouvait dans la ferme de la famille Mullins, en Virginie-Occidentale. Le fruit était connu localement sous le nom de "pomme jaune de Mullins". Mullins a vendu l'arbre et les droits de propagation à la pépinière des frêres Stark pour 5 000 dollars, qui l'a commercialisé pour la première fois comme compagnon de sa Red Delicious en 1914.
Issue de la Golden Delicious, la Lysgolden (ou « Goldenir ») a été obtenue par mutagénèse en 1970 pour éviter le phénomène de rugosité (éclatement des cellules du fruit au niveau de l'épicarpe),,.

## Pollinisation
Variété diploïde.
La Golden fleurit à la mi-saison, vers la fin avril.
Elle est pollinisée par les variétés suivantes : Akane, Cox's Orange, Granny Smith, Gloster 69, Idared, James Grieve, Jonathan, Mac Intosh, Melrose, Pomme cloche, Reine des Reinettes, Reinette clochard, Richared, Starking Delicious et Starkimson.
S-génotype: S2S3.
Descendants: les qualités de la Golden Delicious ont fait qu'elle a souvent été choisie comme parent pour créer de nouvelles variétés telles que : Goldrush, Rebella, Golden Orange, Pinova, Elstar, Jonagold, Gala, Rubin, Sampion, Delcorf, Tentation  delblush, Rubinette, Bohemia et bien d'autres variétés moins connues. Cette parenté directe avec de nombreuses variétés fait souvent de la Golden Delicious un mauvais pollinisateur dans votre jardin.

## Culture
De port semi-érigé, et de type III (fructification sur rameau jeune de un à trois ans). Il est précoce pour la mise à fruit et donne une production abondante chaque année s'il a bien été éclairci au préalable. De culture facile, il a toutefois besoin d'au moins 1 000 heures de froid hivernal, ce qui limite sa culture dans certains pays chauds même s'il s'adapte bien à la sécheresse.
Variété à feuilles glabres, ce cultivar est moins sujet à l'oïdium que ceux à feuilles pubescentes (Jonathan).
La Golden Delicious a besoin de cinq mois pour arriver à maturation. On la récolte donc en septembre et elle se consomme d'octobre à mai ou même juillet.
Les semis de pépin de Golden Delicious sont réputés hériter de la précocité de mise à fruit de cette variété.

## AOP
Les qualités, notamment gustatives, des pommes de variété Golden, cultivées en Limousin, font l'objet depuis 2005 d'une AOC (Appellation d'origine contrôlée) puis depuis 2007 d'une AOP (Appellation d'origine protégée) sous le nom de Pomme du Limousin. C'est la seule pomme de France à avoir obtenu cette distinction. Elle est commercialisée de novembre à juillet et est identifiée par un autocollant indiquant « AOP Pomme du Limousin ».

## IGP
Il existe également des IGP (Indication géographique protégée), pour cette variété.
Notamment l'IGP Pommes et Poires de Savoie  qui fut le premier produit sous signe de qualité IGP en France. On constate qu'il faut, pour obtenir une golden de qualité, une certaine altitude pour limiter les rendements ainsi qu'une culture maitrisée.